# Ezra Miller
Ezra Matthew Miller (ur. 30 września 1992 w Wyckoff) – amerykański aktor filmowy i telewizyjny.

## Życiorys

### Wczesne lata
Urodził się w Wyckoff w New Jersey w rodzinie żydowskiej, jako dziecko tancerki Marty (z domu Koch) i Roberta S. Millera, publicysty wytwórni Walt Disney Company. Wychowywał się w Hoboken z dwiema siostrami: Caitlin i Saiyą.
Już jako dziecko zdobył wykształcenie muzyczne i śpiewał w Metropolitan Opera. W wieku sześciu lat wystąpił w operze Philipa Glassa pt. Biały kruk (White Raven). Uczęszczał do Rockland Country Day School, a następnie uczył się w The Hudson School, skąd jako szesnastolatek został wydalony.

### Kariera
Jego kariera filmowa rozpoczęła się w 2008 wraz z pojawieniem się filmu Afterschool. Następnie Miller pojawił się w City Island (2009).
Za rolę tytułową w filmie Musimy porozmawiać o Kevinie został nominowany do nagrody BIFA za najlepszą rolę drugoplanową. Wcielił się w postać Patricka w adaptacji filmowej powieści Charlie. W 2016 zagrał jedną z głównych ról w filmie Fantastyczne zwierzęta i jak je znaleźć. W 2017 po raz pierwszy zagrał postać superbohatera Flash w filmach należących do DC Extended Universe, co powtórzył w latach 2021 oraz 2023.
Oprócz aktorstwa zajmuje się również muzyką. Jest perkusistą i wokalistą nowojorskiego zespołu o nazwie Sons of An Illustrious Father.

## Filmografia

### Filmy
- 2008: Afterschool jako Robert
- 2009: City Island jako Vince Jr.
- 2010: Dzień jak co dzień jako Jonah
- 2010: Strzeż się Gonza jako Eddie „Gonzo” Gilman
- 2011: Kolejny szczęśliwy dzień jako Elliot
- 2011: Musimy porozmawiać o Kevinie jako Kevin
- 2011: Busted Walk jako Jay
- 2012: Charlie jako Patrick
- 2013: Pani Bovary jako Leon
- 2015: Więzienny eksperyment jako Daniel Culp
- 2015: Wykolejona jako Donald
- 2016: Fantastyczne zwierzęta i jak je znaleźć jako Credence Barebone
- 2017: Liga Sprawiedliwości jako Flash (Barry Allen)
- 2018: Fantastyczne zwierzęta: Zbrodnie Grindelwalda jako Credence Barebone
- 2021: Liga Sprawiedliwości Zacka Snydera jako Barry Allen / Flash
- 2022: Fantastyczne zwierzęta: Tajemnice Dumbledore’a jako Credence Barebone
- 2023: Flash jako Barry Allen / Flash

### Seriale
- 2008: Californication jako Damien Patterson
- 2009: Prawo i porządek: sekcja specjalna jako Ethan Morse
- 2009–2010: Bananowy doktor jako Tucker Bryant
- 2020: Arrow jako Barry Allen / Flash
- 2021: Niezwyciężony jako D.A. Sinclair (głos)
- 2022: Peacemaker jako	Barry Allen / The Flash